# Агатангел Папанастасиадис
Агатангел (на гръцки: Αγαθάγγελος, Агатангелос) е гръцки духовник, митрополит на Цариградската патриаршия.

## Биография
Роден е с фамилията Папанастасиадис (Παπαναστασιάδης) или Папанастасиу (Παπαναστασίου) в Кидониес. Завършва филология в Атинския университет. Служи като свещеник в община Джибали в Цариград.
На 12 май 1903 година е избран за титулярен елейски епископ, викарий на Смирненската митрополия. На 18 май 1903 година е ръкоположен от митрополит Василий Смирненски в съслужение с митрополитите Василий Белградски и Леонтий Касандрийски|. По-късно става ръководител на община Ставродроми.
На 25 ноември 1910 оглавява Лозенградската епархия. На 20 октомври 1922 година е избран за воденски митрополит.
На 5 февруари 1924 година Агатангел е избран за сисанийски митрополит в Сятища. В 1929 година разрушава старата църква „Свети Николай“, за да построи нов енорийски храм за едната от двете махали на Сятища – Герания.
Умира на 12 април 1929 година в Атина, където е приет в болница поради сърдечни заболявания.